# Briseo
Briseo o Brises es un personaje de la mitología griega. 
Es hermano del sacerdote Crises (toponímico) y padre de Briseida (patronímico), mujer por la que se inicia una disputa entre los reyes aqueos Aquiles y Agamenón, suceso con el que comienza la Ilíada.
El primer canto de la Ilíada comienza contando cómo Aquiles el Pelida, preso de la ira, toma la decisión de no volver a la lucha hasta ver reparada la humillación que ha sufrido a manos del rey Agamenón: éste, al que se llama «pastor de hombres»  por ser quien gobierna durante los diez años de la contienda contra la ciudad de Troya, agraviado por tener que devolver la hija raptada del sacerdote de Crisa, ciudad cercana a Delfos, decide subsanar su pérdida tomando a la nueva concubina de Aquiles, que a «Afrodita asemeja». Esta concubina es Briseida, hija de Brises, del que no se aportan más datos en el canto, pese a la importancia de su hija.